# Ilie Dumitrescu
Ilie Dumitrescu (ur. 6 stycznia 1969 w Bukareszcie) – piłkarz rumuński grający na pozycji napastnika, a obecnie trener.

## Kariera klubowa
Dumitrescu urodził się w stolicy Rumunii, Bukareszcie. W 1977 roku w wieku 8 lat rozpoczął treningi w tamtejszym klubie Steaua Bukareszt. W 1987 roku awansował do kadry pierwszej drużyny, a w pierwszej lidze zadebiutował 13 czerwca w wygranym 4:0 wyjazdowym spotkaniu z Chimia Rm. Vâlcea. Po rozegraniu dwóch spotkań latem wypożyczono go do FC Olt Scornicești, dzięki czemu wprowadził się w dorosły futbol. FC Olt spadł do drugiej ligi, a po sezonie Ilie wrócił do Steauy. Udanie wprowadził się do pierwszego składu i zdobywając 8 goli przyczynił się do wywalczenia swojego drugiego (pierwsze w 1987) mistrzostwa Rumunii. Zdobył także Puchar Rumunii. Dodatkowo wystąpił ze Steauą w finale Pucharu Mistrzów, w którym Rumunii zostali rozgromieni 0:4 przez włoski A.C. Milan. W kolejnych trzech sezonach (1989/1990, 1990/1991 i 1991/1992) zostawał wicemistrzem kraju, a w tym trzecim przypadku zdobył także kolejny krajowy puchar. W sezonie 1992/1993 zdobył 24 gole i tym samym został królem strzelców ligi (kolejne mistrzostwo Rumunii). W kolejnym zaliczył 17 trafień o 5 ustępując Gheorghe Craioveanu z Universitatei Krajowa. Obronił też ze Steauą tytuł mistrzowski.
Latem 1994 roku Dumitrescu przeszedł do angielskiego Tottenhamu Hotspur. W rozgrywkach Premiership swoje pierwsze spotkanie zaliczył 20 sierpnia, a "The Spurs" pokonali w nim 4:3 zespół Sheffield Wednesday. 30 sierpnia w meczu z Ipswich Town (3:1) zdobył pierwszego gola na angielskich boiskach. W Tottenhamie przez pół roku zagrał 13 razy i zdobył 4 gole, ale na początku 1995 roku wypożyczono go do hiszpańskiej Sevilli. W Primera División zadebiutował 8 stycznia w zremisowanym 0:0 wyjazdowym meczu z Celtą Vigo. Z Sevillą zajął 5. miejsce w La Liga, a latem wrócił do Londynu. W Tottenhamie rozegrał tylko 5 spotkań i był tylko rezerwowym. Ten sam los spotkał go na początku 1996 roku po transferze do rywala z tego samego miasta, West Ham United. W "Młotach" przez rok zaliczył tylko 10 ligowych meczów i grał tam do końca 1996.
W 1997 roku Dumitrescu wyjechał do Meksyku. Jego pierwszym klubem w tym kraju była stołeczna Club América, dla której zdobył jedną bramkę w przeciągu pół roku. Latem znów zmienił barwy klubowe i podpisał roczny kontrakt z CF Atlante. Jego dorobek w tej drużynie w sezonie 1997/1998 wyniósł 33 mecze i 3 gole. W letnim oknie transferowym 1998 Ilie wrócił do Steauy. Zaliczył w niej 7 spotkań i 3 trafienia, a 8 listopada wystąpił po raz ostatni (w zremisowanych 1:1 derbach z Dinamem Bukareszt) i niedługo potem w wieku 29 lat zakończył piłkarską karierę.
| Sezon   | Klub               | Kraj      | Rozgrywki        | Mecze | Bramki |
| ------- | ------------------ | --------- | ---------------- | ----- | ------ |
| 1986/87 | Steaua Bukareszt   | Rumunia   | Divizia A        | 2     | 0      |
| 1987/88 | FC Olt Scornicești | Rumunia   | Divizia A        | 31    | 1      |
| 1988/89 | Steaua Bukareszt   | Rumunia   | Divizia A        | 29    | 8      |
| 1989/90 | Steaua Bukareszt   | Rumunia   | Divizia A        | 25    | 7      |
| 1990/91 | Steaua Bukareszt   | Rumunia   | Divizia A        | 25    | 6      |
| 1991/92 | Steaua Bukareszt   | Rumunia   | Divizia A        | 30    | 9      |
| 1992/93 | Steaua Bukareszt   | Rumunia   | Divizia A        | 29    | 24     |
| 1993/94 | Steaua Bukareszt   | Rumunia   | Divizia A        | 25    | 17     |
| 1994/95 | Tottenham Hotspur  | Anglia    | Premiership      | 13    | 4      |
| 1994/95 | Sevilla FC         | Hiszpania | Primera División | 13    | 1      |
| 1995/96 | Tottenham Hotspur  | Anglia    | Premiership      | 5     | 0      |
| 1995/96 | West Ham United    | Anglia    | Premiership      | 3     | 0      |
| 1996/97 | West Ham United    | Anglia    | Premiership      | 7     | 0      |
| 1996/97 | Club América       | Meksyk    | Primera División | 14    | 1      |
| 1997/98 | CF Atlante         | Meksyk    | Primera División | 33    | 3      |
| 1998/99 | Steaua Bukareszt   | Rumunia   | Divizia A        | 7     | 3      |

## Kariera reprezentacyjna
W reprezentacji Rumunii Dumitrescu zadebiutował 26 kwietnia 1989 roku w zremisowanym 0:0 meczu z Grecją. W 1990 roku wystąpił na Mistrzostwach Świata we Włoszech. Na tym turnieju zaliczył dwa mecze grupowe: wygrane 2:0 ze Związkiem Radzieckim i przegrane 1:2 z Kamerunem. W 1994 roku był w kadrze Rumunii na Mistrzostwach Świata w USA. Tam był już podstawowym zawodnikiem i wystąpił we wszystkich pięciu meczach: z Kolumbią (3:1), Szwajcarią (1:4), USA (1:0), a następnie w meczu 1/8 finału z Argentyną (3:2), w którym zdobył dwa gole, w tym jeden z rzutu wolnego oraz w ćwierćfinale ze Szwecją, w którym w serii rzutów karnych Szwedzi wygrali 5:4. W 1998 roku był członkiem kadry na Mistrzostwa Świata we Francji, gdzie zaliczył tylko 68 minut w spotkaniu z Tunezją (1:1). Był to zarazem jego ostatni mecz w kadrze narodowej, w której wystąpił 62 razy i strzelił 20 bramek.

## Kariera trenerska
Po zakończeniu kariery piłkarskiej Dumitrescu został agentem piłkarskim zakładając agencję o nazwie Sport & Business World. W tej roli pracował dość krótko i w 2000 roku objął stanowisko pierwszego trenera rumuńskiego pierwszoligowca Oțelul Gałacz. Po pół roku zmienił pracę i najpierw trenował zespół FC Brașov, a następnie cypryjski Alki Larnaka. W 2002 roku został selekcjonerem młodzieżowej reprezentacji Rumunii U-21, jednak w tej roli pracował tylko pół roku. W sezonie 2002/2003 był trenerem FCM Bacău. Latem 2003 został szkoleniowcem Apollonu Limassol, który został mistrzem jesieni, a Dumitrescu uznano Trenerem Roku na Cyprze. Jednak po kilku porażkach został zwolniony, a w lutym 2004 zatrudniony w AEK Ateny. W AEK pracował do końca roku, a już w 2005 objął AO Egaleo. Kolejne przystanki w jego karierze to znów greckie kluby, Akratitos FC i Kallithea FC. W 2006 roku zatrudniono go na stanowisku pierwszego trenera PAOK FC, w którym stosował system "catenaccio", za który był krytykowany przez fanów zespołu. 3 października zrezygnował z prowadzenia PAOK. W 2009 roku prowadził Panthrakikos, a w 2010 zatrudniono go w drużynie Steauy Bukareszt.